# Koffiemolen (Formerum)
Koffiemolen – wiatrak w miejscowości Formerum, w gminie Terschelling, w prowincji Fryzja, w Holandii. Młyn powstał w 1876 r. Był restaurowany w latach 1980-81 i 2002-03. Ma on trzy piętra, przy czym powstał na jednopiętrowej bazie. Jego śmigła mają rozpiętość 19,50 m. Wiatrak służył głównie do pompowania wody za pomocą śruby Archimedesa.